# Isabel de Warenne, condesa de Arundel
Isabel de Warenne, condesa de Arundel (h. 1228 – 23 de noviembre de 1282) fue una par inglesa. Enviudó antes de cumplir veinte años con un amplio patrimonio, sobre el que fundó un convento de la orden cisterciense, el único de la orden en Inglaterra en el momento de fundarse. En 1252, reprendió al rey Enrique III por no pagarle el dinero que le debía. 

## Biografía
De Warenne nació entre 1226 y 1230. Sus padres fueron William de Warenne, V conde de Surrey, y Maud Marshal, condesa de Norfolk. Ambos habían enviudado con anterioridad, y se habían casado en 1225. Este matrimonio también tuvo un hijo en 1231, John de Warenne, VI conde de Surrey. A través de su abuelo Hamelin de Anjou, hermanastro ilegítimo de Enrique II, Isabel fue prima del rey Enrique III. En 1234, cuando tenía entre ocho y doce años, se casó con Hugh d'Aubigny, V conde de Arundel, y la pareja se trasladó a Marham, Norfolk.
D'Aubigny falleció en 1243. Para entonces, el padre y los tíos de Isabel habían muerto, por lo que la convirtió en una viuda adolescente con una pequeña fortuna. Conservó el título de condesa de Arundel, a pesar de que las propiedades de d'Aubigny se repartieron entre las hermanas de Hugh. Fue una benefactora de la religión, y en 1249 fundó la abadía de Marham, en Norfolk, en una parte de sus tierras, el único convento de Inglaterra que perteneció a la orden cisterciense al fundarse.
En 1252, tras la muerte de Thomas de Ingoldisthorpe, el rey Enrique III entró en posesión de sus tierras. No obstante, Thomas era arrendatario de Warenne, y le debía a ella un cuarto de los honorarios de un caballero, por lo que Isabel le reclamó al rey el importe. Enrique se negó, y de Warenne le recriminó su conducta en su presencia, dando a entender que se incumplía la Carta Magna. A continuación, se marchó de la corte de Enrique, sin obtener su beneplácito. Finalmente, Enrique acabó pagándole la deuda un año más tarde y condonándole la multa que le habían impuesto por recurrir el caso.